# Arulraj Rosli
Arulraj Rosli (Jawi ارولراج روسلي, * 26. Oktober 1940; † 22. Mai 2016 in Kuala Lumpur) war ein malaysischer Radrennfahrer.

## Sportliche Laufbahn
Rosli war im Straßenradsport sowie im Bahnradsport aktiv und Teilnehmer der Olympischen Sommerspiele 1964 in Tokio. Im Mannschaftszeitfahren belegte das Team aus Malaysia mit Tjow Choon Boon, Ng Joo Pong, Choy Mow Thim und Arulraj Rosli den 32. und damit letzten Rang. 
In der Mannschaftsverfolgung scheiterte das malaysische Team mit Ng Joo Pong, Choy Mow Thim, Arulraj Rosli und Kamsari Salam in der Qualifikation. 1963 gewann er eine Bronzemedaille bei den Asienspielen 1962 im Mannschaftszeitfahren.